# 蜜の味
「蜜の味」（みつのあじ、A Taste of Honey）もしくは「ア・テイスト・オブ・ハニー」は、ボビー・スコットとリック・マーロウによって書かれたポップ・スタンダードである。元々は、1958年にイギリスで上演された演劇『蜜の味』の1960年ブロードウェイ版のために書かれたインストゥルメンタルの楽曲であった。オリジナル版と、1965年に発売されたハーブ・アルパートによるカバー・バージョンで、グラミー賞を4度受賞している。1961年にビリー・ディー・ウィリアムスによるボーカルが含まれたカバー・バージョンが発売され、以降レニー・ウェルチやビートルズによってカバーされた。

## インストゥルメンタル・バージョン
「蜜の味」のオリジナル・バージョンにあたる「A Taste of Honey」と「A Taste of Honey (closing theme)」は、1960年10月20日にアトランティック・レコードから発売されたスコットの同名のアルバムに収録された。本作は、第5回グラミー賞で最優秀インストゥルメンタル・テーマ曲賞を受賞した。
本作のインストゥルメンタル・バージョンには、この他に以下のようなものがある。

### ハーブ・アルパート&ザ・ティファナ・ブラスによるカバー
1965年にハーブ・アルパートは、本作のインストゥルメンタル・バージョンのレコーディングをザ・ティファナ・ブラスと共に行なった。ハーブ・アルパート&ザ・ティファナ・ブラスによるカバー・バージョンは、1965年に発売されたアルバム『ホイップド・クリーム&アザー・ディライツ』に収録。また、シングル盤としても発売され、B面には「第三者の男」が収録された。
ハーブ・アルパート&ザ・ティファナ・ブラスによるカバー・バージョンは、Billboard Hot 100で最高位7位、イージーリスニング・チャートで第1位を獲得した。第8回グラミー賞では最優秀レコード賞を受賞した。

#### チャート成績
| チャート成績 (1965年)                  | 最高位 |
| -------------------------------------- | ------ |
| ベルギー (Ultratop 50 Flanders)        | 11     |
| ベルギー (Ultratop 50 Wallonia)        | 14     |
| オランダ (Single Top 100)              | 18     |
| US Billboard Hot 100                   | 7      |
| US Easy Listening (Billboard)          | 1      |
| 西ドイツ (Media Control Singles Chart) | 29     |

### その他のアーティストによるカバー（インストゥルメンタル版）
- 1962年にマーティン・デニーやエディ・カノ（英語版）らが、それぞれシングル盤として発売[12]。
- アッカー・ビルク - 1963年にシングル盤として発売。全英シングルチャートで最高位16位を記録[13]。
- ポール・デスモンド - 1964年に発売されたアルバム『Glad to Be Unhappy』に収録[14]。
- ザ・ベンチャーズ - 1966年に発売されたアルバム『Where the Action Is!』に収録[15]。
- ジャッキー・グリーソン - 1967年に発売されたアルバム『A Taste of Brass for Lovers Only』に収録[16]。
- ジェイムズ・ブッカー - 1993年に発売されたアルバム『Spiders on the Keys: Live at the Maple Leaf Bar』に収録[17]。

## ボーカル・バージョン

### ビートルズによるカバー
ビートルズは、1962年に発表されたレニー・ウェルチによるカバー・バージョンの歌詞をわずかに変えてライブで演奏していた。ハンブルクやリヴァプールでの公演では、ロックを好まない観客からの要望により、バラードやスタンダード・ナンバーを複数演奏をしていた。マッカートニーは、エルヴィス・プレスリー登場前のポップ・ミュージックに傾倒していて、バンドのデモンストレーションを行なうのはマッカートニーの役割であった。しかし、ビートルズの他のメンバーは本作を気に入っておらず、特にジョン・レノンはライブでの演奏時にコーラスを「A Waste Of Money（金の無駄遣い）」と変えていた。
ビートルズは、1963年2月11日にEMIレコーディング・スタジオのスタジオ2で「蜜の味」を7テイクで録音した。このカバー・バージョンは、1963年3月22日にパーロフォンから発売された1作目のイギリス盤公式オリジナル・アルバムアルバム『プリーズ・プリーズ・ミー』のB面5曲目に収録された。アメリカでは、1964年1月10日にヴィージェイ・レコードから発売されたアルバム『Introducing... the Beatles』に収録された後、1965年3月22日にキャピトル・レコードから発売されたアルバム『ジ・アーリー・ビートルズ』に収録された。
『Here We Go』、『Side by Side』、『Easy Beat』などBBCラジオの番組で7回に渡って演奏されており、1994年に発売された『ザ・ビートルズ・ライヴ!! アット・ザ・BBC』には、1963年7月23日に放送された『Pop Go The Beatles』での演奏が収録されている。また、マッカートニーは1967年に舞台の脚本から引用した台詞を基に、「ユア・マザー・シュッド・ノウ」を書いている。

#### クレジット
※出典
- ポール・マッカートニー - ボーカル、ベース
- ジョン・レノン - バッキング・ボーカル、ギター
- ジョージ・ハリスン - バッキング・ボーカル、ギター
- リンゴ・スター - ドラム
- ジョージ・マーティン - プロデューサー
- ノーマン・スミス - サウンド・エンジニア
- リチャード・ラングハム、A.B.リンカーン - アシスタント・エンジニア

### その他のアーティストによるカバー（ボーカル版）
- レニー・ウェルチ（英語版） - 1962年にシングル盤として発売[27]。
- ペギー・リー - 1963年に発売されたアルバム『I'm a Woman』に収録[28]。
- モーガナ・キング（英語版） - 1964年に発売され、キングの代表曲の1つとされている[29]。
- トニー・ベネット - 1964年に発売されたアルバム『The Many Moods of Tony』に収録[30]。Billboard Hot 100では最高位94位を記録した[31]。
- ホリーズ - 1966年に発売されたアルバム『The Beat Group!』に収録[32]。
- 中尾ミエ - 1966年の『第17回NHK紅白歌合戦』で歌唱[33]。
- シュプリームス&フォー・トップス - 1971年に発売。オランダのNederlandse Top 40 Tipparadeで最高位7位を記録[34]。